# 背風群島 (佛得角)

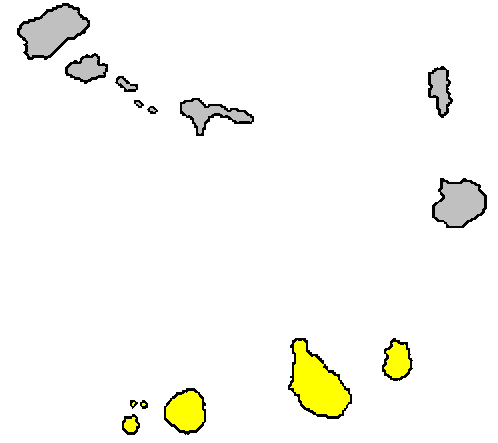

背風群島（葡萄牙語：Ilhas de Sotavento）是西非島國佛得角南部的一組島群，位於非洲西北部離岸的大西洋海域，四個主要島嶼包括聖地亞哥島、馬約島、福古岛和布拉瓦島。
15°00′N 24°00′W / 15.000°N 24.000°W